# Woodston, England
Woodston är en stadsdel i Peterborough, i unparished area Peterborough, i distriktet Peterborough, i grevskapet Cambridgeshire i England. Woodston var en civil parish fram till 1974 när blev den en del av Peterborough. Civil parish hade 2 800 invånare år 1951. Byn nämndes i Domedagsboken (Domesday Book) år 1086, och kallades då Wodestun.